# Black Balloon (Goo Goo Dolls)
Black Balloon è un brano musicale del gruppo rock statunitense Goo Goo Dolls, pubblicato dall'etichetta discografica Warner Bros. il 31 agosto 1999 come terzo singolo tratto dall'album Dizzy Up the Girl.